# Cytherelloidea (geslacht)
Cytherelloidea is een geslacht van ostracoden, dat fossiel bekend is vanaf het Jura. In het heden bestaan nog enkele levende soorten van dit geslacht.

## Beschrijving
Deze ¾ millimeter lange ostracode kenmerkt zich door een bijna ovale omtrek met een rechte slotrand. De versiering van de schaal bestaat meestal uit enkele krachtige, horizontale kammen.

## Soorten
- Cytherelloidea (Neocytherelloidea) bona Andreev & Vronskaya, 1970 †
- Cytherelloidea (Neocytherelloidea) gracilis Andreev & Vronskaya, 1970 †
- Cytherelloidea (Neocytherelloidea) tuberculata Andreev & Vronskaya, 1970 †
- Cytherelloidea aazourensis Bischoff, 1964 †
- Cytherelloidea abei Hu & Tao, 2008
- Cytherelloidea accurata Chochlova, 1960 †
- Cytherelloidea addisonensis Hazel, 1968 †
- Cytherelloidea agrioensis Musacchio & Abrahamovich, 1984 †
- Cytherelloidea agulhasensis Dingle, 1971 †
- Cytherelloidea agyroides Dingle, 1969 †
- Cytherelloidea alabamensis Howe, 1934 †
- Cytherelloidea alba Makhkamov, 1982 †
- Cytherelloidea alfuraihi Bhandari, 1992 †
- Cytherelloidea ambigua Hu, 1977
- Cytherelloidea amosi (Musacchio, 1978) Musacchio & Abrahamovich, 1984 †
- Cytherelloidea anomala Kaye, 1963 †
- Cytherelloidea araromiensis Reyment, 1960 †
- Cytherelloidea argentina Musacchio & Abrahamovich, 1984 †
- Cytherelloidea asatoensis Nohara, 1976
- Cytherelloidea atlantolevantiana Rosenfeld & Honigstein in Rosenfeld et al., 1987 †
- Cytherelloidea atmai Kingma, 1948 †
- Cytherelloidea auricula (Chapman, 1914) Crespin, 1943 †
- Cytherelloidea auricularis (Bosquet, 1847) Veen, 1932 †
- Cytherelloidea auris Chapman, 1941
- Cytherelloidea austinensis Sexton, 1951 †
- Cytherelloidea australomiocenica Whatley & Downing, 1984 †
- Cytherelloidea baganensis Leroy, 1940 †
- Cytherelloidea bangkoensis Leroy, 1940 †
- Cytherelloidea bantamensis Leroy, 1940
- Cytherelloidea barkhanensis Tewari & Tandon, 1960 †
- Cytherelloidea bartovi Honigstein & Rosenfeld, 1986 †
- Cytherelloidea bastropensis Howe, 1934 †
- Cytherelloidea bertelsae Swain, 1976 †
- Cytherelloidea besrineensis Bischoff, 1964 †
- Cytherelloidea bhatiai Guha & Shukla, 1974 †
- Cytherelloidea bicosta Crane, 1965 †
- Cytherelloidea bikfayaensis Bischoff, 1964 †
- Cytherelloidea biloculata Veen, 1932 †
- Cytherelloidea binoda Clarke, 1982 †
- Cytherelloidea biplicata (Luebimova, 1956) Permyakova, 1978 †
- Cytherelloidea biplicata Soenmez-Goekcen, 1973 †
- Cytherelloidea bisulcata Mette, 1993 †
- Cytherelloidea blakei Sexton, 1951 †
- Cytherelloidea bodjonegoroensis Kingma, 1948 †
- Cytherelloidea bodjongensis Leroy, 1940 †
- Cytherelloidea bonanzaensis Keij, 1964
- Cytherelloidea bonnemai Weaver, 1982 †
- Cytherelloidea borneensis Keij, 1964
- Cytherelloidea bosqueti (Marsson, 1880) Howe & Laurencich, 1958 †
- Cytherelloidea bractea Sheppard, 1981 †
- Cytherelloidea brentonensis Dingle in Dingle & Klinger, 1972 †
- Cytherelloidea broomensis Hartmann, 1978
- Cytherelloidea buisensis Donze, 1966 †
- Cytherelloidea cabriensis Colin, Lamolda & Rodriguez-Lazaro, 1982 †
- Cytherelloidea californica LeRoy, 1943 †
- Cytherelloidea cambayensis Guha, 1965 †
- Cytherelloidea capsaeformis Bischoff, 1964 †
- Cytherelloidea carnarvonensis Bate, 1972 †
- Cytherelloidea cartusiensis Donze, 1964 †
- Cytherelloidea catella Bonaduce, Ruggieri, Russo & Bismuth, 1992 †
- Cytherelloidea catenulata (Jones & Sherborn, 1888) Bate, 1963 †
- Cytherelloidea cenomaniana Bate & Bayliss, 1969 †
- Cytherelloidea centrovallata Dilger, 1963 †
- Cytherelloidea certa Blaszyk, 1967 †
- Cytherelloidea chaasraensis Guha, 1961 †
- Cytherelloidea chapmani (Jones & Hinde, 1890) Stchepinsky, 1955 †
- Cytherelloidea chawneri Howe & Law, 1936 †
- Cytherelloidea chewtonensis (Haskins, 1968) Bhandari, 1992 †
- Cytherelloidea chonvillensis Depeche, 1969 †
- Cytherelloidea choubeyi Bhandari, 1992 †
- Cytherelloidea cinctoidea Hu, 1979 †
- Cytherelloidea cingulata (Brady, 1869)
- Cytherelloidea circuminflata Dieci & Russo, 1965 †
- Cytherelloidea circumscripta (Blake, 1876) Usbeck, 1952
- Cytherelloidea circumvallata Bonnema, 1940 †
- Cytherelloidea cobberi Bate, 1972 †
- Cytherelloidea coegensis Dingle, 1969 †
- Cytherelloidea colata Poag, 1972 †
- Cytherelloidea colemani Neale, 1975 †
- Cytherelloidea commemorabilis Kuznetsova, 1961 †
- Cytherelloidea commendata Kuznetsova, 1961 †
- Cytherelloidea compuncta Dingle, 1993
- Cytherelloidea consobrina Pokorny, 1973 †
- Cytherelloidea contentiosa Luebimova, 1965 †
- Cytherelloidea contorta Dingle, 1980 †
- Cytherelloidea costai Bonaduce, Ruggieri, Russo & Bismuth, 1992 †
- Cytherelloidea costalliformis Guan, 1978 †
- Cytherelloidea costatruncata Luebimova & Mohan, 1960 †
- Cytherelloidea crafti Sexton, 1951 †
- Cytherelloidea cretensis (Sissingh, 1972) Yassini, 1980 †
- Cytherelloidea creutzburgi (Sissingh, 1972) Mostafawi, 1989 †
- Cytherelloidea cruciata Apostolescu, 1957 †
- Cytherelloidea cubana Bold, 1946 †
- Cytherelloidea cuneiforma Brown, 1957 †
- Cytherelloidea cutchensis Luebimova & Guha, 1960 †
- Cytherelloidea dalbyensis Kaye & Barker, 1966 †
- Cytherelloidea dalumensis Mertens, 1956 †
- Cytherelloidea dameriacensis Apostolescu, 1955 †
- Cytherelloidea danvillensis Howe, 1934 †
- Cytherelloidea darensis Swain, 1952 †
- Cytherelloidea darwinensis Hohe & Mckenzie, 1989
- Cytherelloidea decorata Baynova & Talev, 1964 †
- Cytherelloidea delicata Baynova, 1965 †
- Cytherelloidea delicata Dingle, 1969 †
- Cytherelloidea delphinia Hu & Tao, 2008
- Cytherelloidea denticulata (Bosquet, 1854) Veen, 1932 †
- Cytherelloidea descripta Chochlova, 1960 †
- Cytherelloidea detrusa Scheremeta, 1969 †
- Cytherelloidea difficila Luebimova & Mohan, 1960 †
- Cytherelloidea directiangula Holden, 1964 †
- Cytherelloidea dispersogranulosa Honigstein & Rosenfeld, 1986 †
- Cytherelloidea donzei Masumov & Bykovskaya, 1978 †
- Cytherelloidea drexlerae (Field, 1967) Donze, 1985 †
- Cytherelloidea dubia Veen, 1932 †
- Cytherelloidea eastfieldensis Bate, 1963 †
- Cytherelloidea ehremeevae Yaskevich, 1961 †
- Cytherelloidea elliptica Kuznetsova, 1961 †
- Cytherelloidea elongata Kaye, 1963 †
- Cytherelloidea emarginata Hu, 1976 †
- Cytherelloidea enayi Masumov in Masumov & Bykovskaya, 1978 †
- Cytherelloidea erickseni Smith (J. K.), 1978 †
- Cytherelloidea erronecostata Munsey, 1953 †
- Cytherelloidea evidens Luebimova & Sanchez, 1974 †
- Cytherelloidea excavata Mostafawi, 1992 †
- Cytherelloidea excepticia Luebimova, 1965 †
- Cytherelloidea fabria Selesnjova, 1970 †
- Cytherelloidea familiaris Kuznetsova, 1961 †
- Cytherelloidea fijiensis (Brady, 1890) Mckenzie, 1986
- Cytherelloidea flexuosa Neale, 1966 †
- Cytherelloidea floridana Howe, 1951 †
- Cytherelloidea flosculus Bonaduce, Ruggieri, Russo & Bismuth, 1992 †
- Cytherelloidea foveata (Veen, 1932) Clarke, 1982 †
- Cytherelloidea frenguellii Musacchio & Abrahamovich, 1984 †
- Cytherelloidea galileensis Honigstein, 1984 †
- Cytherelloidea gangotri Honnappa & Abrar, 1984
- Cytherelloidea gemellata Ahmad, Neale & Siddiqui, 1991 †
- Cytherelloidea ghabounensis Bischoff, 1964 †

- Cytherelloidea ghorabi Bassiouni & Luger, 1990 †
- Cytherelloidea giriamai Malz & Jellinek, 1989
- Cytherelloidea glabra Honigstein & Rosenfeld, 1986 †
- Cytherelloidea globosa Kaye, 1964 †
- Cytherelloidea glypta (Doruk, 1977) Doruk, 1979 †
- Cytherelloidea granulosa (Jones, 1849) Alexander, 1929 †
- Cytherelloidea greenensis Brown, 1957 †
- Cytherelloidea griesbachi Dingle, 1980 †
- Cytherelloidea griphota Al-Abdul-Razzaq, 1981 †
- Cytherelloidea grosdidieri Rosenfeld & Raab, 1984 †
- Cytherelloidea guhai Khosla, 1973 †
- Cytherelloidea guzeratensis Guha, 1965 †
- Cytherelloidea hanaii Nohara, 1976
- Cytherelloidea hartmanni Stambolidis, 1980 †
- Cytherelloidea helezensis Rosenfeld & Raab, 1984 †
- Cytherelloidea hieroglyphica (Bosquet, 1852) Apostolescu, 1955 †
- Cytherelloidea hindei Kaye, 1964 †
- Cytherelloidea hirsuta Yaskevich, 1961 †
- Cytherelloidea hiwanneensis Howe, 1934 †
- Cytherelloidea howei Swain, 1948 †
- Cytherelloidea hrycga Mckenzie & Reyment & Reyment, 1993 †
- Cytherelloidea ignota Kuznetsova, 1961 †
- Cytherelloidea imminuera Gruendel, 1967 †
- Cytherelloidea impages Bold, 1966 †
- Cytherelloidea indica LeRoy, 1940 †
- Cytherelloidea inepta Selesnjova, 1974 †
- Cytherelloidea inflata Brown, 1957 †
- Cytherelloidea inhonora Chochlova, 1960 †
- Cytherelloidea insolensa Luebimova & Guha, 1960 †
- Cytherelloidea intermedia (Chapman & Crespin in Chapman, Crespin & Keble, 1928) Crespin, 1943 †
- Cytherelloidea interpunctata Malz & Jellinek, 1989
- Cytherelloidea interrupta Donze, 1962 †
- Cytherelloidea ipis Grekoff, 1963 †
- Cytherelloidea irregularis (Brady, 1880) Maddocks in Maddocks & Iliffe, 1986
- Cytherelloidea israeliana Honigstein, 1984 †
- Cytherelloidea jaisalmerensis Bhandari, 1992 †
- Cytherelloidea japonica (Ishizaki, 1968) Holden, 1976
- Cytherelloidea javana Leroy, 1940 †
- Cytherelloidea jessupensis Howe & Garrett, 1934 †
- Cytherelloidea jiangsuensis Zheng, Chen & Yang, 1982 †
- Cytherelloidea jonesiana (Bosquet, 1852) Oertli, 1956 †
- Cytherelloidea jubatoformis Kuznetsova, 1961 †
- Cytherelloidea jugifera Mckenzie & Reyment & Reyment, 1991 †
- Cytherelloidea jugosa (Jones, 1884) Bate, 1969 †
- Cytherelloidea juncta Donze, 1966 †
- Cytherelloidea kafaklyensis Masumov in Masumov & Bykovskaya, 1978 †
- Cytherelloidea kallankurichiensis Jain, 1975 †
- Cytherelloidea kalugini Masumov & Bykovskaya, 1978 †
- Cytherelloidea karnarensis Honnappa & Abrar, 1984
- Cytherelloidea kathiawarensis Tewari & Tandon, 1960 †
- Cytherelloidea kayei Weaver, 1982 †
- Cytherelloidea keijcyoides Carbonnel, 1986 †
- Cytherelloidea keralaensis Khosla & Nagori, 1989 †
- Cytherelloidea khoslai Jain, 1975 †
- Cytherelloidea kianofeipunae Hu, 1984 †
- Cytherelloidea knaptonensis Kaye, 1963 †
- Cytherelloidea lacertosa Apostolescu, 1959 †
- Cytherelloidea lacunosa (Haskins, 1968) Keen, 1978 †
- Cytherelloidea lata Vronskaya, 1965 †
- Cytherelloidea latereticulata Bolz, 1970 †
- Cytherelloidea latimarginata (Brady, 1880) Herrig, 1978
- Cytherelloidea lediformis Conti, 1954 †
- Cytherelloidea leioptycha (Reuss, 1851) Howe & Laurencich, 1958 †
- Cytherelloidea leonensis Howe, 1934 †
- Cytherelloidea lepida (Luebimova, 1955) Permyakova, 1978 †
- Cytherelloidea leroyi Keij, 1964
- Cytherelloidea leroyi (Kingma, 1948) Mckenzie & Sudijono, 1981 †
- Cytherelloidea levigata Herrig, 1963 †
- Cytherelloidea lobitoensis Hartmann, 1974
- Cytherelloidea longicostata Sheppard, 1981 †
- Cytherelloidea lordi Ainsworth, 1986 †
- Cytherelloidea lubimovae Guha & Rao, 1976 †
- Cytherelloidea lunata Neale, 1975 †
- Cytherelloidea lybica Krstic, 1981 †
- Cytherelloidea mairae Ramsay, 1968 †
- Cytherelloidea makatiniensis Dingle, 1984 †
- Cytherelloidea malaccaensis Leroy, 1940 †
- Cytherelloidea malayaensis Leroy, 1940 †
- Cytherelloidea malbosae Neale, 1967 †
- Cytherelloidea mandelstami Neale, 1966 †
- Cytherelloidea mannargudii Guha & Rao, 1979 †
- Cytherelloidea marginantis Andreev, 1965 †
- Cytherelloidea marginata Scheremeta, 1969 †
- Cytherelloidea marginopytta Mckenzie & Reyment & Reyment, 1991 †
- Cytherelloidea mariei Damotte, 1965 †
- Cytherelloidea marignacensis Donze, 1967 †
- Cytherelloidea mefferti Selesnjova, 1965 †
- Cytherelloidea megaspirocostata Majoran & Widmark, 1998 †
- Cytherelloidea menitens Seleznjova, 1970 †
- Cytherelloidea mfoloziensis Dingle, 1981 †
- Cytherelloidea mikaramuana Ramsay, 1968 †
- Cytherelloidea milowi Holden, 1964 †
- Cytherelloidea mitra Sohn, 1970 †
- Cytherelloidea moccasinensis Sexton, 1951 †
- Cytherelloidea modesta Apostolescu, 1959 †
- Cytherelloidea monmouthensis Jennings, 1936 †
- Cytherelloidea monodenticula Holden, 1976
- Cytherelloidea monsymeria Margerie, 1967 †
- Cytherelloidea mtubaensis Dingle, 1985 †
- Cytherelloidea murdercreekensis Howe & Law, 1936 †
- Cytherelloidea muricultus (Chapman, 1914) Mckenzie, 1982 †
- Cytherelloidea musacea Carbonnel, Alzouma & Dikouma, 1990 †
- Cytherelloidea nabaraensis Leroy, 1940 †
- Cytherelloidea nagaensis Nohara, 1976
- Cytherelloidea nagoensis Nohara, 1976
- Cytherelloidea nanafaliensis Howe, 1934 †
- Cytherelloidea nanopleura Munsey, 1953 †
- Cytherelloidea naraiyurensis Sastry & Mamgain, 1972 †
- Cytherelloidea navesinkensis Jennings, 1936 †
- Cytherelloidea ndumuensis Dingle, 1984 †
- Cytherelloidea nealei Kubiatowicz, 1983 †
- Cytherelloidea newtoni Dingle, 1980 †
- Cytherelloidea nodosa Baynova & Talev, 1964 †
- Cytherelloidea nomlandi Leroy, 1940 †
- Cytherelloidea nuculacea Masumov in Masumov & Bykovskaya, 1978 †
- Cytherelloidea obliquecostata Bold, 1963 †
- Cytherelloidea obliquirugata (Jones & Hinde, 1890) Alexander, 1929 †
- Cytherelloidea obolus (Doruk, 1976) Doruk, 1979 †
- Cytherelloidea obvallaris Mandelstam, 1970 †
- Cytherelloidea ocalana Puri, 1957 †
- Cytherelloidea odiosa Kuznetsova, 1961 †
- Cytherelloidea olayaensis Bold, 1950 †
- Cytherelloidea omala Barbeito-Gonzalez, 1971
- Cytherelloidea ontovariosa Swain & Brown, 1964 †
- Cytherelloidea oolithica (Terquem, 1885) Luebimova & Mohan, 1960 †
- Cytherelloidea orientalis Leroy, 1940 †
- Cytherelloidea ornata (Luebimova, 1955) Permyakova, 1978 †
- Cytherelloidea ouachitensis Howe, 1934 †
- Cytherelloidea oudiapurensis Jain, 1975 †
- Cytherelloidea oudrarensis Andreu-bousset, 1991 †
- Cytherelloidea ovata Weber, 1934 †
- Cytherelloidea ozanana Sexton, 1951 †
- Cytherelloidea pachycosmata Al-abdul-razzaq, 1981 †
- Cytherelloidea panagaensis Keij, 1964
- Cytherelloidea parachaasraensis Khosla & Pant, 1988 †
- Cytherelloidea parapraecipua Bate, Whittaker & Mayes, 1981
- Cytherelloidea parastricta Damotte, 1979 †

- Cytherelloidea parata Kuznetsova, 1961 †
- Cytherelloidea paratewarii Swain & Gilby, 1974
- Cytherelloidea paraweberi Oertli, 1957 †
- Cytherelloidea parawilliamsoniana Kaye, 1963 †
- Cytherelloidea parazoetgeneugdensis Dingle in Dingle & Klinger, 1972 †
- Cytherelloidea patagiata Ahmad, Neale & Siddiqui, 1991 †
- Cytherelloidea patagonica Bertels, 1968 †
- Cytherelloidea pecanana Sexton, 1951 †
- Cytherelloidea percostata Bolz, 1970 †
- Cytherelloidea pericostata Huang, 1975 †
- Cytherelloidea pesbovis Rosenfeld & Raab, 1984 †
- Cytherelloidea petrosa (Doruk, 1976) Doruk, 1979 †
- Cytherelloidea piscatoris Honigstein, 1984 †
- Cytherelloidea plana Bolz, 1970 †
- Cytherelloidea planata Donze, 1964 †
- Cytherelloidea plowsiana (Chapman, 1924) Howe & Laurencich, 1958 †
- Cytherelloidea pondicherriensis Nagori, 1993 †
- Cytherelloidea posteropunctata McKenzie, Reyment & Reyment, 1990
- Cytherelloidea praeauricula (Chapman, 1926) Hornibrook, 1952
- Cytherelloidea praesulcata (Lienenklaus, 1894) Sonne & Geib, 1963 †
- Cytherelloidea privusa Luebimova, 1965 †
- Cytherelloidea probata Mandelstam, 1959 †
- Cytherelloidea prohanaii Hu, 1986 †
- Cytherelloidea pseudoagyroides Musacchio & Abrahamovich, 1984 †
- Cytherelloidea pseudoinsolens Khosla & Pant, 1988 †
- Cytherelloidea pulchella Apostolescu, 1959 †
- Cytherelloidea pulchra Neale, 1960 †
- Cytherelloidea pumicosa Bonaduce, Ruggieri, Russo & Bismuth, 1992 †
- Cytherelloidea purii Sexton, 1951 †
- Cytherelloidea pustulosa Apostolescu, 1957 †
- Cytherelloidea quilonensis Khosla & Nagori, 1989 †
- Cytherelloidea raoi Jain, 1961 †
- Cytherelloidea rara Keij, 1964
- Cytherelloidea recta Selesnjova, 1970 †
- Cytherelloidea recurvata Peterson, 1954 †
- Cytherelloidea refecta (Jones & Sherborn, 1888) Bate, 1969 †
- Cytherelloidea rehburgensis Bartenstein & Brand, 1959 †
- Cytherelloidea reticrusta Crane, 1965 †
- Cytherelloidea reticulata Alexander, 1929 †
- Cytherelloidea reymenti Damotte, 1982 †
- Cytherelloidea rhomboidalis Vanderpool, 1933 †
- Cytherelloidea rimbai Kingma, 1948 †
- Cytherelloidea rokanensis (Leroy, 1940) Keij, 1964
- Cytherelloidea rosefieldensis Howe & Law, 1936 †
- Cytherelloidea rotundoornata Bassiouni & Luger, 1990 †
- Cytherelloidea rugosa (Lienenklaus, 1900) Kollmann, 1958 †
- Cytherelloidea sabahensis Keij, 1964
- Cytherelloidea saharaensis Reyment, 1981 †
- Cytherelloidea salimaensis Bischoff, 1964 †
- Cytherelloidea sangkoelirangensis Leroy, 1940 †
- Cytherelloidea sanlucasensis Swain, 1967
- Cytherelloidea sarawakensis Keij, 1964
- Cytherelloidea sarsi Puri, 1960
- Cytherelloidea scarabaeus (Doruk, 1977) Doruk, 1979 †
- Cytherelloidea secostata Huang, 1975 †
- Cytherelloidea senkakuensis Nohara, 1976
- Cytherelloidea serrata (Williamson, 1847) Howe & Laurencich, 1958 †
- Cytherelloidea serrulata Ruan in Ruan & Hao (Yi-Chun), 1988
- Cytherelloidea shinzatoensis Nohara, 1976
- Cytherelloidea sigmoidalis Carbonnel, Alzouma & Dikouma, 1990 †
- Cytherelloidea sillakkudiensis Sastry & Mamgain, 1972 †
- Cytherelloidea simplex Bolz, 1970 †
- Cytherelloidea sincera Kuznetsova, 1961 †
- Cytherelloidea singularis Masumov in Masumov & Bykovskaya, 1978 †
- Cytherelloidea sinhai Bhandari, 1992 †
- Cytherelloidea sissinghi Szczechura, 1989 †
- Cytherelloidea smithvillensis Howe, 1934 †
- Cytherelloidea soendaensis Leroy, 1940 †
- Cytherelloidea sohni Brown, 1957 †
- Cytherelloidea sordida (Mueller, 1894) Puri, Bonaduce & Malloy, 1965
- Cytherelloidea sourensis Andreu-bousset, 1991 †
- Cytherelloidea spinigera Veen, 1932 †
- Cytherelloidea spiralia Jennings, 1936 †
- Cytherelloidea spirocostata Bertels, 1973 †
- Cytherelloidea stricta (Jones & Hinde, 1890) Deroo, 1957 †
- Cytherelloidea subambigua Hu, 1983 †
- Cytherelloidea subgoodlandensis Vanderpool, 1933 †
- Cytherelloidea subgranulosa Jain, 1961 †
- Cytherelloidea subnodosa Baynova, 1965 †
- Cytherelloidea subreticulata Keij, 1964
- Cytherelloidea subumbonata Hu, 1981 †
- Cytherelloidea sufflata Donze, 1966 †
- Cytherelloidea sullivani Smith (J. K.), 1978 †
- Cytherelloidea sumatrensis Leroy, 1940 †
- Cytherelloidea sutensis Keij, 1964
- Cytherelloidea swaini Brown, 1957 †
- Cytherelloidea symmetrica Chen in Yang, Chen & Wang, 1990 †
- Cytherelloidea tanzaniana Ramsay, 1968 †
- Cytherelloidea telongensis Keij, 1964
- Cytherelloidea tetuaniensis Nachite, 1993 †
- Cytherelloidea tewarii Bold, 1963 †
- Cytherelloidea thuatiensis Jain, 1975 †
- Cytherelloidea tollettensis Sexton, 1951 †
- Cytherelloidea tombigbeensis Howe, 1934 †
- Cytherelloidea tricarinata Sastry & Mamgain, 1972 †
- Cytherelloidea tricostata Jorgensen, 1974 †
- Cytherelloidea triebeli Munsey, 1953 †
- Cytherelloidea triobliqua Carbonnel & Oyede, 1991 †
- Cytherelloidea tripartita Glashoff, 1964 †
- Cytherelloidea triurata Howe & Mckenzie, 1989
- Cytherelloidea truncata Schmidt, 1948 †
- Cytherelloidea tuarkyrensis Masumov & Bykovskaya, 1978 †
- Cytherelloidea turonica Bate & Bayliss, 1969 †
- Cytherelloidea ultima Bonaduce, Ruggieri, Russo & Bismuth, 1992 †
- Cytherelloidea umbonata Edwards, 1944 †
- Cytherelloidea umzambaensis Dingle, 1969 †
- Cytherelloidea undulata Klingler, 1955 †
- Cytherelloidea unicostata Bolz, 1970 †
- Cytherelloidea uniloculata Veen, 1932 †
- Cytherelloidea uralica Yaskevich, 1961 †
- Cytherelloidea valida Bolz, 1970 †
- Cytherelloidea vallaris Mandelstam, 1959 †
- Cytherelloidea valsoldensis Conti, 1954 †
- Cytherelloidea vanveenae Bold, 1946 †
- Cytherelloidea varicosa Donze, 1960 †
- Cytherelloidea veatchiana Howe, 1934 †
- Cytherelloidea venusta (Brady, 1880)
- Cytherelloidea vernoni Sexton, 1951 †
- Cytherelloidea verrucosa Andreev & Vronskaya, 1965 †
- Cytherelloidea vialovi Selesnjova, 1965 †
- Cytherelloidea vicksburgensis Howe, 1934 †
- Cytherelloidea viedmaensis Echevarria, 1989 †
- Cytherelloidea vimali Jain, 1975 †
- Cytherelloidea viswanathi Honnappa & Abrar, 1984
- Cytherelloidea volkheimeri Musacchio & Abrahamovich, 1984 †
- Cytherelloidea vridhachalamensis Guha & Shukla, 1974 †
- Cytherelloidea vulgaris Kuznetsova, 1961 †
- Cytherelloidea waynensis Sexton, 1951 †
- Cytherelloidea weberi Steghaus, 1951 †
- Cytherelloidea westaustraliensis Bate, 1972 †
- Cytherelloidea willetti Swanson, 1969 †
- Cytherelloidea williamsoniana (Jones, 1849) Alexander, 1929 †
- Cytherelloidea yakenaensis Nohara, 1976
- Cytherelloidea yingliensis Guan, 1978 †
- Cytherelloidea zinensis Honigstein & Rosenfeld in Honigstein et al., 1987 †
- Cytherelloidea zoetgeneugdensis Dingle, 1969 †
- Cytherelloidea zonaria Sharapova, 1939 †